# Pedro Irigoin
Pedro Irigoin Macari (Montevideo, 27 de marzo de 1985) es un político uruguayo perteneciente al Movimiento de Participación Popular, Frente Amplio.

## Carrera política
Se ha desempeñado como alcalde del Municipio de Parque del Plata. También fue electo diputado por Canelones.
El 1 de marzo de 2025, ante la renuncia de la senadora titular Sandra Lazo, Irigoin asume la banca en carácter de senador actuante.

## Vida personal
Hijo de Rodolfo Irigoin y de Norma Macari, está casado y tiene tres hijos: Jazmín, Caetano y Emilia.